# Ravna Gora (općina)
Ravna Gora je općina u Gorskom kotaru, u Primorsko-goranskoj županiji. Smjestila se u središnjem dijelu Gorskog kotara na visoravni prosječne nadmorske visine od 775–910 metara po kojoj je navodno i dobila ime (na 825 m nadmorske visine nalazi se Crkve sv. Terezije Avilske). Cijelo je ravnogorsko polje nekoć bilo gusta šuma okružena brdima.
Općina Ravna Gora obuhvaća naselja: Kupjak, Leskova Draga, Ravna Gora, Stari Laz, Stara Sušica i Šije.
Točan datum nastanka Ravne Gore nije poznat: smatra se da je njen početak bio prije izgradnje Karolinske ceste i to najprije u Vrhu (dio Ravne Gore), a zatim na mjestu gdje se i danas nalazi. Mjesto je u početku imalo nekoliko kuća kroz koje je vodio običan put. Sjedište današnje Općine je u Ulici Ivana Gorana Kovačića 177. Dan Općine slavi se 15. listopada, a zaštitnica Općine je Sveta Terezija Avilska.

## Zemljopis
Ravna Gora je okružena je brežuljcima: s jedne strane Bjelolasicom, Višnjevicom i Suhim vrhom, a s druge strane Javorovom kosom i Kosicom. Površina Općine Ravna Gora iznosi 82,06 km2.
Klima: Kratka i svježa ljeta te duge i oštre zime s mnogo snijega i oborina.
- Najhladniji mjesec – siječanj
- Najtopliji mjesec – srpanj
- Najviše naoblake – rujan
- Najviše magle – studeni, prosinac
- Najvedriji dani u godini – kolovoz
- Najviše oborina – studeni, prosinac
- Najmanje oborina – srpanj, kolovoz
- Najviše snježnih padalina – siječanj, veljača

Prosječna temperatura:
- Siječanj: -1,2°C
- Srpanj: 16,8°C

## Stanovništvo
| broj stanovnika | 3657  | 3699  | 3190  | 3135  | 3334  | 3258  | 3168  | 3439  | 3412  | 3652  | 3634  | 3507  | 3300  | 3167  | 2724  | 2430  | 2028  |
|                 | 1857. | 1869. | 1880. | 1890. | 1900. | 1910. | 1921. | 1931. | 1948. | 1953. | 1961. | 1971. | 1981. | 1991. | 2001. | 2011. | 2021. |

| broj stanovnika | 1900  | 1879  | 1585  | 1508  | 1682  | 1610  | 1625  | 1882  | 1863  | 2087  | 2200  | 2199  | 2194  | 2135  | 1869  | 1709  | 1477  |
|                 | 1857. | 1869. | 1880. | 1890. | 1900. | 1910. | 1921. | 1931. | 1948. | 1953. | 1961. | 1971. | 1981. | 1991. | 2001. | 2011. | 2021. |

Prema prvim rezultatima popisa 2011. godine na području Općine Ravna Gora živi 2.439 stanovnika.
| Naselje                   | Ukupno popisane osobe | Ukupan broj stanovnika | Ukupno kućanstava | Ukupno stambenih jedinica |
| ------------------------- | --------------------- | ---------------------- | ----------------- | ------------------------- |
| Kupjak                    | 231                   | 225                    | 91                | 141                       |
| Leskova Draga             | 1                     | 10                     | 5                 | 11                        |
| Ravna Gora                | 1.729                 | 1.721                  | 621               | 808                       |
| Stara Sušica              | 264                   | 264                    | 110               | 154                       |
| Stari Laz                 | 197                   | 197                    | 87                | 175                       |
| Šije                      | 21                    | 21                     | 10                | 15                        |
| Naknadno popisani         | 1                     | 1                      | 1                 | 1                         |
| Ukupno: Općina Ravna Gora | 2.453                 | 2.439                  | 925               | 1.305                     |

Prema popisu iz 2001., na području Općina Ravna Gora živi 2.724 stanovnika: od toga 48% muškaraca (1.306) i 52% žena (1.418).
Raspodjela stanovnika po mjestima:
| Naselje       | Muški | Ženski | Ukupno |
| ------------- | ----- | ------ | ------ |
| Kupjak        | 122   | 148    | 270    |
| Leskova Draga | 6     | 8      | 14     |
| Ravna Gora    | 913   | 956    | 1.869  |
| Stara Sušica  | 132   | 160    | 292    |
| Stari Laz     | 120   | 131    | 251    |
| Šije          | 13    | 15     | 28     |

Populacija po dobnim skupinama:
| Dobna skupina            | 0-14 | 15-29 | 30-44 | 45-59 | 60-74 | 75-90 | 90 i više | Nepoznato | Ukupno |
| ------------------------ | ---- | ----- | ----- | ----- | ----- | ----- | --------- | --------- | ------ |
| Muški                    | 171  | 250   | 265   | 310   | 233   | 71    | 5         | 1         | 1.306  |
| Ženski                   | 153  | 255   | 284   | 263   | 330   | 125   | 4         | 4         | 1.418  |
| Broj stanovnika - ukupno | 324  | 505   | 549   | 573   | 563   | 196   | 9         | 5         | 2.724  |

Prema popisu iz 2001. godine, osnovnu školu pohađa 192 učenika; od toga 84 učenika 1 - 4 razred te 108 učenika 5-8 razred. Srednju školu pohađa 117 učenika; od toga 23 gimnaziju, 32 industrijsku i obrtničku školu te 62 tehničke i srodne škole. Što se tiče dodiplomskog studija, pohađa ga 90 osoba i to 37 na stručnim studijima, a 53 na sveučilišnim studijima. Dvije osobe studiraju na poslijediplomskom magistarskom studiju i niti jedna na poslijediplomskom doktorskom studiju.
Od 2.400 stanovnika, 17 stanovnika nema završenu osnovnu školu, 39 stanovnika ima prva tri razreda osnovne škole, 600 ima osnovnoškolsko obrazovanje, dok 1.012 stanovnika ima srednjoškolsko obrazovanje. Višu stručnu spremu ima 65 stanovnika, a visoku 67. Tri stanovnika imaju magisterij, a jedan doktorat.

## Uprava
Općinski načelnik: Anđelko Florijan
Zamjenik: Franjo Ružić
Općinsko vijeće
1. Jasna Škorić (SDP) predsjednica
2. Josip Poljančić (HNS) zamjenik
3. Nataša Lakotić (HDZ) zamjenica

Ostali članovi
1. Marijan Erjavac (SDP)
2. Dorijan Ožanić (SDP)
3. Ivica Janeš (HDZ)
4. Branimir Brenc (HDZ)
5. Dražen Vančina (PGS)
6. Sandra Čota (PGS)
7. Jadranka Škiljan – nezavisni
8. Mladen Krivac - nezavisni

## Povijest

### Razvoj Ravne Gore do 1918. godine
Pretpostavlja se da je kraj u kojem se danas nalazi Ravna Gora u prošlosti jako stradao od Turaka. Postoje pisani dokumenti da su turske čete provalile u Gorski kotar u tri navrata: 1525., 1578. i 1585., no smatra se da je najteže pustošenje bilo poslije Krbavske bitke. Selo Sušica i Ravna Gora stradalo je od Turaka, a stanovnici su poubijani ili odvedeni u roblje, a dio je pobjegao preko Kupe u Sloveniju. Crkvica sv. Antuna Padovanskog u Sušici je opljačkana i spaljena, ali stari frankopanski grad, koji su Frankopani u srednjem vijeku imali u Staroj Sušici, nije zauzet.
Do 17. stoljeća su u ravnogorskom kraju živjeli Hrvati čakavci koji su bili pod frankopanskom gospoštijom. Nakon turskih provala, Ravna Gora je neko vrijeme bila pusta i nenaseljena. Početkom 17. stoljeća u Ravnu Goru su se počeli vraćati neki starosjedioci ili njihova djeca iz Slovenije i Primorja, koji su pobjegli iz Stare Sušice pred Turcima. Njihovo naseljavanje pomogli su knezovi Zrinski i time je pusti ravnogorski kraj ponovo dobio svoje stanovnike.
Oko 1632. godine, ogulinski kapetan Gašpar Frankopan doveo je u ove krajeve veliki broj Srba iz Bosne i naselio ih u Ravnoj Gori, Starom Lazu i drugim okolnim mjestima. Srbi su se stopili sa starosjediocima i prešli na katoličku vjeru.
Osnutkom Vojne krajine, mjesta Ravna Gora i Sušica izuzeta su iz posjeda Zrinskih i pripojena su Vojnoj krajini. U njima je Vojna krajina imala svoje vojne karaule s malom vojničkom posadom. Vojna je vlast tada izgradila poštu, kovačnicu i kolarnicu.
Za napredak Ravne Gore, osobitu važnost imala je izgradnja Karolinske ceste koja se gradila kroz Ravnu Goru od 1726. do 1732. godine. Uz Karolinsku cestu u Ravnoj Gori, pored domaćih stanovnika (od kojih je većina došla iz Primorja i Istre), naselili su se još i Slovenci, Česi te nešto Nijemaca. Nakon njihovih naseljavanja, stvoren je poseban govor, koji ima osobine kajkavskog narječja.
Josip II., nasljednik Marije Terezije, izdao je 14. ožujka 1785. godine Ravnoj Gori grb i povelju kojom ju je ubrojio među privilegirane slobodne gradove svoje carevine.
Tom poveljom, Ravnoj Gori se dozvoljava održavanje dvaju godišnjih sajmova (15. kolovoza (Sveta Terezija) te 6. siječnja (Sveta tri kralja)) te tjedni sajam svakog utorka. Osim toga, određeno je da stanovnici Ravne Gore imaju u svom magistratu jednog suca, jednog notara i četiri prisežnika. Cilj povlastice bio je proširenje trgovine i prometa te poboljšanje životnih uvjeta stanovnika koji su imali pravo otvarati mesnice, gostionice i loviti ribu. Stanovnici su imali pravo na potrebnu količinu drva za izgradnju kuća i ogrjev iz gospoštijskih šuma, a mogli su se iskupiti tlake i daća, koje je određivao urbar.
Štit grba je zaobljeno iscrtan, plave boje i na njemu se nalaze tri šiljasta, kamenita, sivo-bijela brda. Srednje brdo je najveće, a sva tri brda se u podnožju spajaju. Pred njima je grad s tornjem i crvenim krovovima. Zgrade grada imaju prozore i puškarnice, što označava upravno područje. Pred zgradom je pojas zelene boje koja označava travu, zatim pojas oker boje koja označava Karolinsku cestu, a dno polja opet ispunjava zelena boja. Na plavom nebu, između srednjeg i lijevog brda, je u liku ljudske glave zlatno sunce, a između srednjeg i desnog brda je srebrni polumjesec u porastu - opet u liku ljudske glave. Nad grbom je kruna s pet vršaka, koji imaju u sredini svakog plave i crvene dragulje. Unutrašnjost krune je crvena. Oko grba je natpis: "Pečat povlaštenog grada Ravna Gora" (Sigill. privileg. oppidi Regii Ravna Gora).
Ustrojstvom općine, ravnogorska općina izjednačena je s ostalim općinama u Hrvatskom primorju.
Nasljednici Josipa II., Leopold II. i Franjo II. potvrdili su povlastice dane Ravnoj Gori (1792. i 1822.), a Franjo II. je naredio da se povelja prevede na hrvatski jezik i da se takav prijevod kao i original trajno čuva u općini.
Od 1869. do 1874. godine u Ravnoj Gori je harala kolera. Najviše su stradala djeca i omladina.
Za vrijeme Prvog svjetskog rata (1914. – 1918.) Ravnogorci su toliko osiromašili da se većina obitelji hranila samo borovnicama koje su obilno uspijevale po ravnogorskim brdima.

### Ravna Gora od 1918. godine do danas
Po završetku Prvog svjetskog rata Ravna Gora je i nadalje imala općinu, a u samom mjestu bila je četverogodišnja osnovna škola, šumarija, pošta i župni ured.
Nakon ukidanja Vidovdanskog ustava i osnivanja Banovina 1929. mjesto Ravna Gora pripalo je Savskoj banovini. To je bilo vrijeme teške gospodarske krize, nezaposlenosti i emigracije. Mjestom se širi komunistička štampa i stvara se veliko nezadovoljstvo protiv diktatorskih režima.
U listopadu 1941., u Hrvatskom primorju i Gorskom kotaru, narod se okuplja u redove Narodnooslobodilačke vojske koja vrši diverzantske akcije u Primorju i Gorskom kotaru. Osnovana su dva bataljuna. U II. bataljunu "Matija Gubec", pod zapovjedništvom Nikole Cara, bili su većinom Gorani i Primorci. Bataljun "Matija Gubec" uz pomoć ostalih partizanskih vojnih jedinica oslobađa mjesta s većom neprijateljskom vojnom posadom.
Talijanska vojska, koja je nakon kapitulacije Jugoslavije ušla u Ravnu Goru i Mrkopalj i preuzela okupaciju Ravne Gore, napustila je mjesto 15. ožujka 1942., a već 21. ožujka napušta mjesto i oružnička posada. Pripadnici II. bataljuna "Matije Gupca" ulaze u Ravnu Goru 22. ožujka. Tom prilikom, 29. ožujka 1942. godine, štab Primorsko – goranskog odreda izdaje proglas narodu Ravne Gore i Mrkoplja u kojem se tumače ciljevi narodnooslobodilačke borbe i osporavaju kletve koje su se iznosile od strane narodnih neprijatelja partizana.
15. travnja 1942. godine talijanska vojska ponovo ulazi u mjesto i ostaje sve do 15. listopada, kada ju smjenjuje ustaška posada, koja ostaje u Ravnoj Gori do 17. prosinca kada Gubčev bataljun osvaja mjesto. Nakon toga, Ravna Gora ostaje trajno pod nadzorom narodnooslobodilačke vojske.
Početkom 1946., molbama stanovnika Ravne Gore, Starog Laza i Stare Sušice, bivša općina Ravna Gora izdvojena je iz kotara Vrbovsko i ulazi u sastav kotara Delnice.
Od 1947., Ravna Gora ostaje neko vrijeme pod kotarom Delnice, općina se premješta u Skrad (1955. – 1961.), dok konačno 1963. godine nije pripala pod kotar Rijeku u okviru komune Delnice. U Ravnoj Gori djelovao je Mjesni narodni odbor, dok je općina od 1961. godine u Delnicama.
14. rujna 1993. godine Ravna Gora postaje samostalna općina.

### Značajna događanja tijekom godina
- 1786. – otvara se škola u Ravnoj Gori
- 1830. – osnovana ravnogorska limena glazba
- 1894. – osnovana Zemljišna zajednica
- 1920. – sagrađen novi vodovod koji je zamijenio stari drveni vodovod (od 1986. do 1992. u cijelosti se rješava vodoopskrba Ravne Gore)
- 1888. – osnovano Dobrovoljno vatrogasno društvo u Ravnoj Gori
- 1918. – osnovan ravnogorski pjevački zbor
- 1920. – započinje izgradnja tvornice za preradu drva
- 1922. – uvedena je električna energija
- 1928. – izgrađen nogostup
- 1928. – Ravna Gora organizira prvi put vlastitu autobusnu vezu s Delnicama, Skradom i Vrbovskim
- 1930-ih – počeci turizma u Ravnoj Gori
- 1933. – osnovano Hrvatsko planinarsko društvo sa skijaškom sekcijom
- 1938. – uveden je telefonski promet u poštu Ravna Gora
- 1939. – pokrenut je rad "Hrvatske čitaonice" u Ravnoj Gori
- 1947. – započinje gradnja Doma kulture koji je dovršen 1949., a obnovljen 1989.
- 1952. – započinje gradnja zgrade šumarije, koja je izgorjela tijekom 2. svjetskog rata, i zgrade za Mjesni odbor koje su dovršene 1953.
- 1955. – započinje izgradnja zdravstvene stanice koja je s radom započela 1956. godine
- 1970. – 1973. – poslije katastrofalnoga požara u kojem su izgorjeli svi dotadašnji kapaciteti Drvno-industrijskog kombinata Ravna Gora, sagrađena je nova tvornica namještaja
- 1975. – adaptirana je zgrada Ferijalnog doma za potrebe osnovne škole u Ravnoj Gori
- 1986. – započinju djelovati nova suvremena ambulanta i ljekarna
- 1993. – Ravna Gora je postala samostalna općina, pod koju spadaju još i naselja: Šije, Leskova Draga, Kupjak, Stara Sušica i Stari Laz

## Grb i zastava
Statut iz 1993. propisuje grb jednakog izgleda kakav je dodijeljen 1785. na ukrasnoj baroknoj kartuši, okrunjen i okružen vrpcom s natpisom SIGILL. PRIVILEG. OPPIDI REGII RAVNA GORA (Pečat trgovišta Ravna Gora). Propisana je svijetlo plava zastava s tim grbom u sredini.
Grb Općine Ravna Gora je modificirani povijesni grb Ravne Gore.
Grb i zastava, u sadašnjem obliku, prihvaćeni su 20. lipnja 1995.
Grb Općine ima oblik hrvatskog štita, a svečani grb ima oblik ugarskog štita koji ima razvedeniji oblik. U podnožju srebrne kamenite planine nalazi se srebrno naselje s crvenim krovovima. Ispod naselja je zeleno podnožje na kojem se nalazi zlatna greda koja se tumači kao Jozefinska cesta koja je Ravnoj Gori donijela napredak. Iza planina je plavo nebo na kojem se s desne strane nalazi zlatno-žuto sunce, a s lijeve strane srebrno-bijeli mjesec.
Grb je osuvremenjena verzija grba koji je car Josip II. podijelio trgovištu Ravna Gora 1785. godine.
Zastava Općine je svijetlo plave boje s grbom Općine u sredini, tako da se središnja točka grba poklapa sa središnjom točkom u kojoj se sijeku dijagonale zastave. Omjer dužine i širine zastave je 2 : 1.
Svečana zastava u sredini ima grb na ugarskom štitu.

## Gospodarstvo
Ravnogorci su većinom zaposleni u drvnoj industriji (obrada drva i izrada namještaja) te šumarstvu, ali bave se i poljodjelstvom, stočarstvom, građevinarstvom, trgovinom, ugostiteljstvom i raznim obrtima (autoprijevoz, pilana, kovinotokarski, cvjećarski, frizerski, pekarski itd.).
U posljednje vrijeme dosta se pažnje posvećuje turizmu (naročito zimskom).
Prema podatcima iz statističkog ljetopisa PGŽ 2007 u Ravnoj Gori ima:
- 163 registriranih pravnih osoba
- 67 registriranih subjekata u obrtu i ostalim profesijama
- Ukupno 935 zaposlenih:
  - 761 kod pravnih osoba
  - 174 kod fizičkih osoba
- 117 nezaposlenih

## Poznate osobe
- Romualdo Josip Kvaternik, pjesnik i profesor, otac Eugena Kvaternika
- Ferdinand Ferdo Babić,  pisac i svećenik
- Dr. Branimir Marković
- Nikola Majnarić, akademik filolog
- Josip Vončina, akademik filolog
- Jelisaveta Veljković, najdugovječnija osoba rođena u Hrvatskoj

## Ravnogorski govor
Povijesni razvoj Ravne Gore pridonio je razvoju ravnogorskog govora koji ima osobine kajkavskog narječja iako se u Ravnoj Gori više upotrebljava riječ "kej" nego "kaj". Od 1819. godine Ravna Gora ima svoje vlastito narječje koje se donekle razlikovalo od slovenskog. To narječje je bilo poznato kao ravnogorsko narječje.
Ravnu Goru je moguće podijeliti na nekoliko dijelova (Stari Laz, Kosa, Novi Varoš, Stari Varoš, Vrh, Bajt i Sušica) pa se na isti način dijeli i sam ravnogorski govor. Ne govori se u svim dijelovima Ravne Gore jednako. Primjerice, u Novom Varošu govor se približava štokavskom narječju s ikavskim izgovorom, a u Starom Lazu ima i danas čakavskog narječja.
Na primjer:
- za riječ "lijepa" jedni će reći "lepa", a drugi "lipa",
- za riječ "snijeg" jedni će reći "sneh", drugi "snih", itd.

Smatra se da je ravnogorski govor jedno od rovtarskih (slovenskih) narječja, iako, koliko se danas zna, ravnogorski govor nije identičan ni s jednim govorom tzv. rovtarske skupine dijalekata.

## Spomenici i znamenitosti
- Crkva sv. Terezije Avilske u Ravnoj Gori

- Frankopanski dvorac u Staroj Sušici

Dvorac u Staroj Sušici izgradili su Frankopani. U XIX. stoljeću kupio ga je grof Laval Nugent, a 1890. godine kupili su ga riječki trgovci Feliks i Josip Neuberger. Dvorac je restauriran u romantičnom duhu svoga vremena.
- Kapela sv. Antuna Padovanskog u Staroj Sušici

Nakon što su 1568. godine Turci spalili tadašnju Crkvu sv. Antuna Padovanskog, 1874. godine izgrađena je nova, današnja kapela. To je jednostavna građevina višestranog svetišta sa zvonikom iznad ulazne fasade. Nalazi se nasuprot dvorca.
- Kapela sv. Stjepana u Starom Lazu

Kapelu su izgradili stanovnici Starog Laza 1912. godine.
- Crkva sv. Vida u Kupjaku

Na mjestu prijašnje kapelice, 1874. godine započela je izgradnja Crkve sv. Vida koja je dovršena 1882. godine, ali bez tornja sa zvonom na drvenom zvoniku. Od 1937. godine do danas znatno je popravljana.
- Kapelica sv. Florijana u Kosi

Kapelica sv. Florijana izgrađena je 1874. godine.
- Kapelica sv. Roka u Šijama

Kapelicu sv. Roka izgradili su stanovnici Šija 1905. godine.
- Božji studenac

Božji studenac je jedan od izvora na brdu Javorova kosa (1016 mnm). Nalazi se podno planinarske kuće Javorova kosa, desetak minuta hoda, na 900 metara nadmorske visine. Stara predaja kaže da je ljekovit za oči i nije presušio niti za vrijeme najvećih suša.
Svake godine se organizira "Hodočašće na Božji studenac" odnosno druženje na izletištu Javorova kosa i molitva na Božjem studencu.
- Kosturnica

Kosturnica je spomenik palim borcima NOR-a (1941. – 1945.). Podignuta je 1962. godine u šumi izvan Ravne Gore, na brdu Suhi vrh. U njoj su sahranjene kosti od 33 borca narodnooslobodilačke borbe (NOB-e).
Na spomeniku pišu stihovi Ivana Gorana Kovačića:
"Slobodo
Košćatu ruku daj nam, pa ćeš tada
Od naše krvi da se preobraziš."
Do spomenika vodi uređena šetnica, a u blizini se nalazi vidikovac s pogledom na Ravnu Goru.
- Spomenik palim borcima narodnooslobodilačkog rata u Ravnoj Gori

Otkriven je 27.07.1955. godine. Na spomeniku piše: "Palim borcima NO rata 1941 – 1945. Savez boraca općine Ravna Gora. Pri dnu spomenika je upisano da ga je izradio V. Mačukatin 1955. godine.
- Crkva svete Terezije Avilske u Ravnoj Gori
- Kapela svetog Antuna Padovanskog u Staroj Sušici
- Crkva svetog Vida u Kupjaku
- Kapelica svetog Florijana u Kosi
- Kapelica svetog Roka u Šijama
- Božji studenac

## Obrazovanje

### Povijest obrazovanja u Ravnoj Gori
1786. godine, Josip II. je osnovao prvu školu u Ravnoj Gori. Pohađanje škole bilo je obavezno za sve dječake i djevojčice, a izostanci su se kažnjavali globom u iznosu od 20 forinti. 1786. sastavljeni su i potpisani ugovori o osnutku škole i dužnostima stanovnika, općine i komorskih dobara prema novoosnovanoj školi. Stanovnici su morali osigurati radnu snagu za izgradnju školske zgrade i opskrbljivati školu i učitelja ogrjevnim drvom. Prvi ravnogorski učitelj bio je Antun Dizmas Filipović, a u školi se učilo na hrvatskom i njemačkom jeziku. Za vrijeme cara Leopolda II. pohađanje škole nije bilo obavezno.
1923. godine u centru mjesta počela se graditi nova škola koja je dovršena 1924. godine.
Za vrijeme II. svjetskog rata školu je pohađalo dvjestotinjak učenika, a koristila se i kao kasarna za razne vojne formacije. Prilikom povlačenja, partizani su zapalili školu i izgorio je krov. Za to vrijeme nastava se održavala u privatnoj kući. Od školske godine 1944./1945. nastava se održavala u staroj zgradi.
1946. godine rješenjem Ministarstva prosvjete Narodne Republike Hrvatske u Ravnoj Gori je otvorena sedmogodišnja škola, a 1953. godine proširena je na osmogodišnje školovanje.
1959. godine osmogodišnja škola u Ravnoj Gori postaje centralna škola s područnim odjeljenjima u Staroj Sušici i Starom Lazu.
Rješenjem od 14. travnja 1962. škola postaje samostalna ustanova.
Današnja školska zgrada, izgrađena 1940. godine, nekad je bila "Ferjalni dom Tilde Deutsch Maceljske", a 24. studenog 1975. postaje školskom zgradom. Time u Ravnoj Gori započinje novo razdoblje u odgojno obrazovnom radu osnovne škole u Ravnoj Gori. 5. prosinca 1975. godine škola je dobila naziv Osnovna škola "Dr. Branimir Marković" po rođenom ravnogorcu, priznatom fizičaru, znanstveniku i pedagogu Dr. Branimiru Markoviću.

### Osnovna škola "Dr. Branimir Marković"
Danas, Osnovna škola "Dr. Branimir Marković" ima 127 učenika u 10 razrednih odjeljenja (8 u matičnoj školi i 2 u područnim školama u Staroj Sušici i Starom Lazu) te 23 učitelja. Nastava se održava u prijepodnevnim smjenama, a organizirana je dopunska, dodatna i izborna nastava te veliki broj izvannastavnih i izvanškolskih aktivnosti.
- Osnovna škola "Dr. Branimir Marković"

## Manifestacije
- Festival starina "Iz bakine škrinjice"

Cilj manifestacije je očuvati od zaborava stare goranske običaje, tradiciju i upoznati nove naraštaje sa životom njihovih dalekih predaka.
- Ljeto u planini
- Panfest

Panfest je festival na kojem nastupaju pjevački zborovi s područja Primorsko – goranske županije i cijele Hrvatske, puhački orkestar, harmonikaši, tamburaši, ravnogorski kantautori itd. Festival se održava u dubokoj šumi kod lovačke kuće.
- Hodočašće na Božji studenac

Godišnje okupljanje zadnje nedjelje u srpnju kod planinarske kuće Javorova kosa i molitva na izvoru "Božji studenac".
- Ravnogorski plodovi gorja

Raznoliki turistički događaji koji se odvijaju od svibnja do listopada i nude spoznaju života u skladu s prirodom. To je rekreativno – edukativni turizam, a posebna pozornost pridaje se domaćoj gastro ponudi, poslasticama od šumskih plodova te obilazak Ravnogorskog planinarskog puta, biciklističkih staza na području Gorskog kotara te kraćih šetnica.
Manifestacija se temelji na zrenju pojedinih plodova (đurđica, smreke, bazge, borovnica, malina, gljiva,...) tijekom godine. Goste se nastoji upoznati s ljekovitošću pojedinih plodova, dati im priliku da kušaju te poslastice te im omogućiti uživanje u druženjima s prirodom i u prirodi.
- Festival komorne glazbe

Festival komorne glazbe početkom rujna okuplja svjetski renomirane glazbenike komorne glazbe iz Europe i svijeta. Festival se održava od 2004. godine.
- Noćna utrka u skijaškom trčanju

Noćna utrka u skijaškom trčanju namijenjena je aktivnim natjecateljima u skijaškom trčanju ali i rekreativcima. Staza je osvijetljena bakljama.

## Kultura

### KUD "Sloga"
Kulturno umjetničko društvo "Sloga" osnovano je 1947. godine. 1962. prestaje s radom, ali ponovo se formira 1973., i djeluje do 1991. godine. U razdoblju od 1963. do 1994. djeluje pod nazivom KUD "Josip Puž".
Uz prekide, limena glazba u Ravnoj Gori djeluje od 1830. godine.
Danas, KUD "Sloga" ima 40-ak članova, a od 1830. izmijenilo se nekoliko generacija glazbenika. Tijekom godina limena glazba postala je poznata i uz brojne koncerte sudjelovali su i na mnogim natjecanjima te postigli zapažene rezultate.
Do danas su objavili tri nosača zvuka: Musica Gloriosa (2002.), "…da se nigdar ne pazobi…" (2008.) i 180 (2010. u povodu 180. obljetnice uspješnoga umjetničkoga djelovanja puhačkog orkestra).

### HKD "Gora"
Hrvatsko kulturno društvo "Gora" osnovano je 2002. godine. Trenutno ima 40-ak članova organiziranih u tri sekcije:
- Tamburaški sastav: Ravnogorski tamburaši
- Ravnogorski tamburaški orkestar
- Tečaj tamburice za mladež

### Dječji pjevački zbor "Brezice"
Dječji pjevački zbor "Brezice" ima 50-ak pjevača, učenika OŠ "Dr. Branimir Marković". Zbor uz klasični repertoar za troglasni dječji zbor izvodi i pjesme nastale na satovima dječjeg glazbenog stvaralaštva te stare ravnogorske pjesme. Nastupali su na mnogim koncertima, a na natjecanjima postigli zapažene rezultate.
Izdali su dva nosača zvuka: Šaputanja (2001.) i "Kak je blu prejk" (2006.).

### MPZ "Gimpl"
Prvo pjevačko društvo u Ravnoj Gori je osnovano 1918. godine i od tada uz prekide djeluje nekoliko zborova.
Mješoviti pjevački zbor "Gimpl" osnovan je 18. ožujka 2003. godine i time je nastavljena tradicija zbornog pjevanja u Ravnoj Gori. Zbor ima 40-ak članova i izvodi pjesme domoljubnog i duhovnog karaktera, starogradske pjesme, umjetničke pjesme poznatih domaćih i stranih autora, nadgrobne pjesme, pjesme iz zavičajne baštine ravnogorskog kraja.
Ime je dobio po maloj ptičici Zimovki koja se u ovom području naziva "Gimpl".

### Crkveni zbor "Svete Terezije Avilske"
Pjevački zbor "Sv. Terezije Avilske" osnovan je 1997. godine. Sastoji se od trideset članova, a nastupa na misama u Crkvi sv. Terezije Avilske nedjeljom i blagdanima uz pratnju harmonija ili velikih orgulja, te na vjenčanim misama i misama zadušnicama. Članovi organiziraju izlete i hodočašća, a nastupaju i na koncertima izvan crkve.

### Udruga Mladih Mataferčk
Udruga mladih "Mataferčk" Ravna Gora osnovana je 4. siječnja 2006. godine. "Mataferčk" u prijevodu znači leptir. Udruga okuplja mlade s područja Općine Ravna Gora, a organizirana je na inicijativu nekolicine mladih u želji za nadopunom postojećeg društvenog života i sadržaja za mlade, mlađe i sve ostale u Općini.

## Šport
- Nogometni klub "Goranka"
- Trkačko-skijaški klub "Ravnogorac"
- Šahovski klub "Goranka"
- Planinarsko društvo "Višnjevica"
- Kuglački klub "Goranka"
- Kuglački klub "Ravnogorac"
- Sportsko društvo Kupjak
- Sportsko društvo Stara Sušica
- Sportsko društvo Stari Laz

"Mountain Madness", prva planinska utrka s preprekama u Hrvatskoj, održava se od 2015.

## Galerija
- Ravna Gora
- Ravna Gora
- Ravna Gora
- Ravna Gora
- Pogled na Crkvu svete Terezije Avilske

## Vanjske poveznice
- Službene web stranice Općine Ravna Gora
- Web stranice Turističke zajednice općine Ravna Gora  Arhivirana inačica izvorne stranice od 21. srpnja 2011. (Wayback Machine)
- Osnovna škola "Dr. Branimir Marković"